# 傅映
傅 映（ふ えい、457年 - 539年）は、南朝斉から梁にかけての官僚。字は徽遠。本貫は北地郡霊州県。

## 経歴
傅淡之の子として生まれた。3歳のときに父が宋の竟陵王劉誕の乱に連座して処刑されたため、傅映は兄の傅昭と助け合って成長した。傅映は文才があったが、歴史書を軽くさらうのみで、詩篇を重んじなかった。若くして劉絵や蕭琛と仲が良く、劉絵が南康の相となると、傅映は府丞をつとめ、文教の命令の多くを起草した。褚淵はこのことを聞いて交友を求め、傅映を仕官させようとしたが、傅映は兄が官についていないことを理由に固辞し、傅昭が仕官してから自分も官についた。
永元元年（499年）、江夏王蕭宝玄の下で鎮軍参軍事となり、武康県令として出向した。蕭衍が東征して建康に迫ると、呉興郡太守の袁昂が進退に迷って、傅映の意見を求めた。傅映は東昏侯の失政を指摘し、東下する蕭衍の勢いは止めがたいとして、転身を勧めた。ほどなく傅映は公務上の事件のために免官された。
天監元年（502年）に梁が建国されると、傅映は鄱陽王蕭恢の下で征虜参軍に任じられた。建安王蕭偉の下に転じて、中権録事参軍や領軍長史をつとめ、烏程県令となった。
ときに傅映は受け取った俸禄を全て兄の傅昭に手渡していた。傅昭が臨海郡太守となったとき、陸倕が餞別の宴会を開いたが、日が暮れても傅昭が家に帰らなかったため、傅映は年嵩の兄に連夜の宴は無理であるとして、自ら迎えに行って車に同乗して帰った。兄弟の頭はまだらに白く、当時の人はこれを美談とした。傅昭が死去すると、傅映は父を失ったように悲しみ、哀哭のさまは礼の規定を越えていた。
臨川王蕭宏の下で録事参軍となった。南台治書となり、安成王蕭秀の下で録事をつとめた。太子翊軍校尉に転じ、中散大夫・光禄卿を経て、太中大夫の位を受けた。大同5年（539年）、死去した。享年は83。
子に傅弘があった。

## 伝記資料
- 『梁書』巻26 列伝第20
- 『南史』巻60 列伝第50